# Eclissi lunare del 26 maggio 2021
L'eclissi lunare totale del 26 maggio 2021 è stata une delle due eclissi avvenute nel 2021  l'una di tipo totale La prossima, di tipo parziale, è avvenuta il 19 novembre 2021; e la prossima eclissi totale è avvenuta il 16 maggio 2022. 

## Visibilità
L'eclissi era completamente visibile sull'Australia e sull'Oceano Pacifico centrale, è sorta sull'Asia meridionale e orientale ed è tramontata sull'America settentrionale e meridionale 

### Carta
La carta posta qui di seguito mostra le zone in cui era possibile osservare l'eclissi. In grigio, le zone dove non era visibile; in bianco le zone visibili in celeste le regioni in cui l'eclissi era visibile durante il sorgere o il calare della luna.

### Prospettiva lunare
| Questa simulazione mostra la prospettiva lunare all'apice di eclissi. Il fenomeno era visibile su: Oceano Pacifico, Oceania, Asia e zone del Nordamerica. |